# Juan Andres Ricci

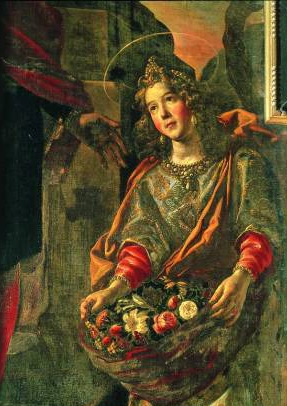
Sainte Casilda
Cathédrale de Burgos

Juan Andres Ricci, ou Fray Juan Rizi, est un peintre espagnol de la période baroque, né à Madrid en 1600 et mort à Monte Cassino en Italie en 1681.

## Biographie

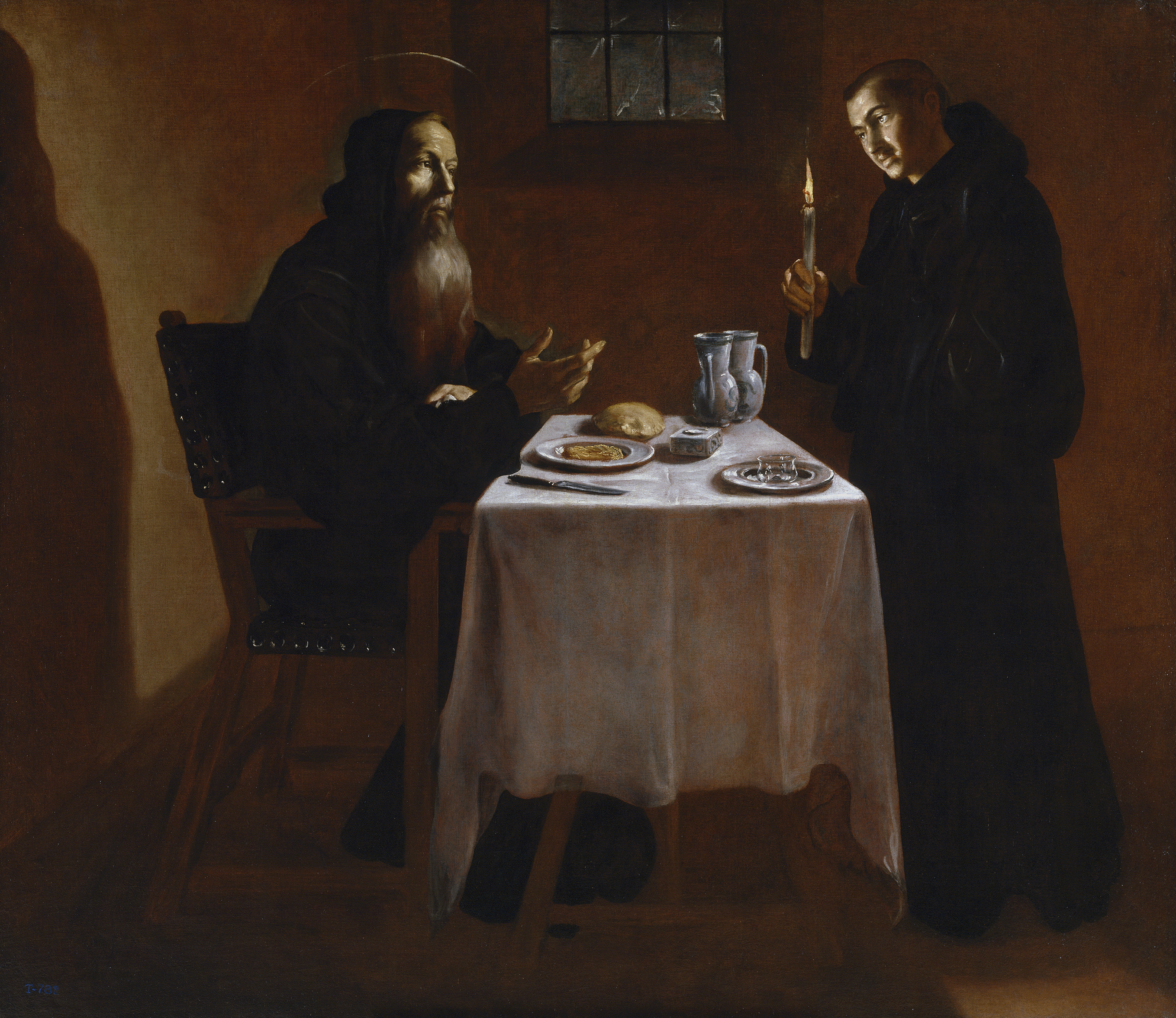
La Cène de St Benoît
Prado

Il appartient à une famille d'artistes. C'est le fils du peintre Antonio Ricci d'Ancona, venu en Espagne pour travailler à l'Escurial avec Federico Zuccaro et qui est resté définitivement à Madrid. Son frère Francisco est peintre du roi en 1656.
Il doit avoir été formé par son père, mais Palomino fait de lui un disciple de Maíno, appelé à la cour de Philippe III en 1620, pour enseigner le dessin au futur Philippe IV.
En 1627 il entre au monastère bénédictin de Montserrat, et au sein de l'ordre, étudie la théologie en Irache et le droit à Salamanque. Il apprend plusieurs langues anciennes et modernes et utilisera ses connaissances dans ses écrits sur l'art notamment dans son traité sur La Peinture sage (1660-1662), dédié à la duchesse de Béjar. Il développe la tradition qui exige du peintre l'étude de la géométrie, de la perspective et de l'anatomie, et qui confère un rôle essentiel à la peinture pour diffuser l'image religieuse. Ces livres sont illustrés de beaux dessins dans lesquels il montre sa connaissance de l'architecture.
En 1641, alors qu'il avait quitté Montserrat, il fera plusieurs voyages à travers les monastères castillans de l'ordre, qu'il combinera avec des séjours à Madrid. Il n'arrête pas de travailler comme peintre dans chacun d'eux.
Il devient abbé à la Medina del Campo.
En 1662, il s'installe à Rome, où il passe plusieurs années en contact avec le pape Alexandre VII et Christine de Suède, à qui il consacre une nouvelle écriture architecturale. En 1667, il est déjà dans le célèbre monastère de Montecassino, où il continuera à travailler à la fois en peinture et en écriture. Il y mourra en 1681.

## Œuvres

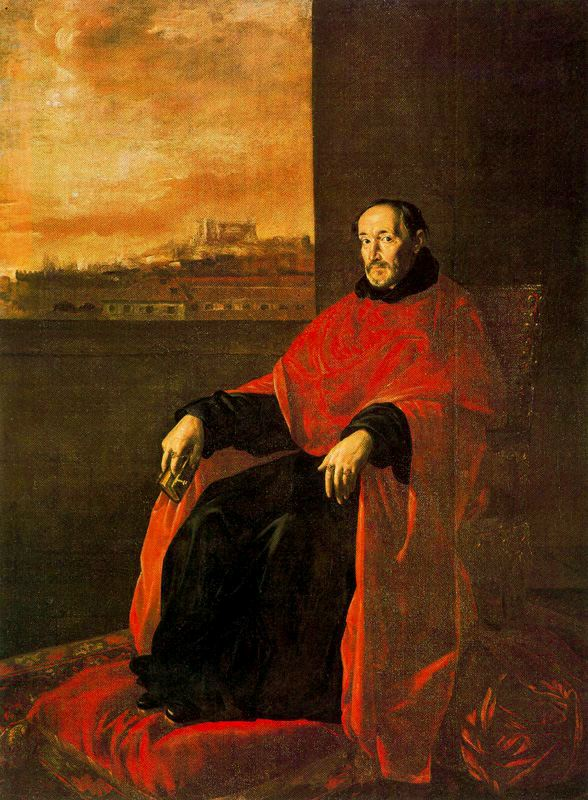
Frère Alonso de San Vítores
Musée de Burgos

Sa peinture évolue très peu, restant à l'écart des nouveautés imposées à la cour ou de celles qui se rencontreront plus tard en Italie. Le plus significatif de son travail est la grande sévérité des caractères de ses cycles monastiques. À cela il faut ajouter le portrait exceptionnel du Frère Alonso de San Vítores du Musée de Burgos.
Les ensembles les mieux conservés sont les huit tableaux du retable du maître-autel, ainsi que ceux du petit musée du monastère de Yuso à San Millán de la Cogolla, et l'arrière-chœur de la cathédrale de Burgos.
Il a peint plusieurs œuvres pour St. Juan Bautista à Burgos, St. Martin à Madrid, et Monte Cassino en Italie.
- Saint Benoît bénissant le pain (vers 1655), huile sur toile, 168 × 148 cm, Musée du Prado, Madrid[1]
- La Cène de saint Benoît, huile sur toile, 185 × 216 cm, Musée du Prado, Madrid[2]